# Command & Conquer: Red Alert (loạt trò chơi)
Nhánh Red Alert là một phân nhánh trò chơi chiến lược thời gian thực thuộc thương hiệu Command & Conquer của Westwood Studios và Electronic Arts. Xê-ri này khá nổi tiếng vì có một số đơn vị kỳ quặc và lạ lùng nhất so với các game cùng thể loại này. 
Vũ trụ của Red Alert diễn ra trong một dòng thời gian thay thế, tạo ra khi Albert Einstein đi trở lại quá khứ và loại bỏ Adolf Hitler trong một nỗ lực để ngăn chặn Chiến tranh thế giới thứ hai diễn ra. Kế hoạch này đã phản tác dụng và kết quả là Liên Xô xâm lược châu Âu theo lệnh của Joseph Stalin trong thập niên 1950. 
Câu chuyện của trò chơi Command & Conquer: Red Alert gốc miêu tả những năm đầu trong lịch sử vũ trụ của cốt truyện C&C chính, và dẫn trực tiếp đến cốt truyện Tiberium của thương hiệu Command & Conquer . Tuy nhiên, với việc Command & Conquer: Red Alert 2 rơi vào tay của một nhóm phát triển mới vào tháng 9 năm 2000, kết nối này đã trở nên không rõ ràng. Tại thời điểm phát hành của gói biên dịch kỷ niệm 10 năm, được gọi là Command & Conquer: The First Decade, nhóm phát triển mới và thứ hai của C&C tuyên bố trong cuộc phỏng vấn trên đĩa DVD bổ sung thêm là xê-ri tồn tại như là ba vũ trụ riêng biệt - Tiberium, Red Alert và Generals. Tuy nhiên, với việc phát hành Command & Conquer 3: Tiberium Wars vào năm 2007, dưới bàn tay của nhóm phát triển mới thứ ba từ EA Los Angeles, EA đã công bố một tài liệu đặc trưng liên quan đến cốt truyện C&C3, trong đó trực tiếp tham chiếu đến sự xuất hiện của Kane trong những năm 1950 của Command & Conquer: Red Alert . Ngày 25 tháng 7 cùng năm, một bản sửa đổi Command & Conquer: Renegade cho trò chơi Crysis được chính thức công bố bởi Electronic Arts và là quy định liên kết trực tiếp đến game Red Alert đầu tiên đến trò chơi Command & Conquer: Tiberian Dawn .

## Các trò chơi trong phân nhánh
- Command & Conquer: Red Alert (1996)
  - Command & Conquer: Red Alert: Counterstrike (bản mở rộng) (1997)
  - Command & Conquer: Red Alert: The Aftermath (bản mở rộng) (1997)
  - Command & Conquer: Red Alert: Retaliation (1998) - Đây là một gói biên dịch của Counter-Strike và The Aftermath phát hành cho PlayStation.
- Command & Conquer: Red Alert 2 (2000)
  - Command & Conquer: Yuri's Revenge (bản mở rộng) (2001)
- Command & Conquer: Red Alert 3 (2008)
  - Command & Conquer: Red Alert 3 – Uprising (bản mở rộng độc lập) (2009)
  - Command & Conquer: Red Alert 3 – Commander's Challenge (trò chơi độc quyền dành cho PlayStation 3 và Xbox 360) (2009)
- Command & Conquer: Red Alert (iOS) (2009)

## Lịch sử sản xuất

### Command & Conquer: Red Alert
Phát hành vào tháng 10 năm 1996, Command & Conquer: Red Alert là game Command & Conquer thứ 2 được phát hành bởi Westwood Studios. Thay vì trở về trực tiếp vào vũ trụ Tiberian, Westwood Studios quyết định tạo ra một trò chơi xoay quanh khái niệm "Điều gì sẽ xảy ra nếu Chiến tranh thế giới thứ hai không xảy ra?". Các kết quả của trò chơi Command & Conquer: Red Alert sẽ trở thành prequel cho Command & Conquer gốc .
Hai bản mở rộng đã được phát hành trong vòng một năm, được gọi là Counterstrike & The Aftermath, cũng được phát hành cho PlayStation trong một gói gọi là Retaliation, với các nhiệm vụ và phim cắt cảnh mới.

### Command & Conquer: Red Alert 2
Trong phần tiếp theo của Red Alert, Liên Xô mở một cuộc tấn công vào Hoa Kỳ. Với sự trợ giúp của Yuri, Thủ tướng Romanov có thể ngăn chặn sự trả đũa hạt nhân của Mỹ và ông có thể đạt được một chỗ đứng ở chính Hoa Kỳ. Red Alert 2 minh họa các đơn vị và công nghệ mới và cũ cùng tính năng đa dạng của các nước trong mỗi phe (Đồng Minh /Xô Viết). Mỗi quốc gia có các đơn vị/công trình/công nghệ độc đáo của riêng mình; ví dụ như Mỹ có Paratroopers, Nga có Tesla Tanks. Bản mở rộng của Red Alert 2, Yuri's Revenge, đã được phát hành với nội dung kể về việc Yuri cố gắng đạt được sự thống trị thế giới. Trong cuộc chiến tranh với người Mỹ, Yuri bí mật xây dựng quân đội cho riêng mình trên toàn cầu và ông phản lại Xô Viết dẫn đến kết quả là quân Đồng Minh và Xô Viết phải liên minh chống lại Yuri. Trò chơi diễn ra trong một dòng thời gian thay thế, bắt đầu với sự kết thúc của chiến tranh trong RA2 khi Xô Viết thua, nhưng Yuri chiếm lấy tâm trí của thế giới bằng cách sử dụng Psychic Dominator. Người Mỹ sử dụng Chronosphere của họ để đi ngược thời gian để trở về bắt đầu của chiến tranh để họ có thể ngăn chặn Yuri trước khi kế hoạch thống trị thế giới của ông ta hoàn thành. Bản mở rộng bao gồm một phe mới, Yuri và các đơn vị/công trình/công nghệ mới cho cả ba phe phái.

### Command & Conquer: Red Alert 3
Trò chơi Red Alert thứ ba được công bố một cách không chính thức bởi nhà điều hành sản xuất C & C Mark Skaggs của Electronic Arts vào tháng 12 năm 2004, ngay sau khi phát hành Lord of the Rings: The Battle for Middle Earth . Tuy nhiên, Mark Skaggs rời khõi Electronic Arts vì 1 lý do không rõ ràng ngay sau đó, và đã không có đề cập đến "Red Alert 3" cho đến ngày 12 tháng 2 năm 2008, khi vỏ bìa tháng 4 của PC Gamer của Mỹ đã được đăng trên Internet bao gồm những câu chuyện về "Red Alert 3" . Ngày 14 tháng 2, EA đã công bố rằng Red Alert 3 được sản xuất và cung cấp ảnh chụp màn hình, phỏng vấn và kiểm tra chi tiết beta . Red Alert 3 minh họa ba phe, Đồng minh, Xô Viết và Empire of the Rising Sun. Trò chơi có cá đơn vị cũ từ 2 game Red Alert trước như Tanya, Kirov Airship, và Dolphins. Red Alert 3 là game đầu tiên của phân nhánh với tính năng engine 3-D, mặc dù một số người hâm mộ đã chỉ trích trò chơi vì nó không còn có cảm giác giống như các trò chơi trước đó do sự phức tạp của hệ thống 3-D. RA3 diễn ra trong một dòng thời gian thay thế mới xảy ra ngay sau khi Xô Viết thua cuộc chiến tranh ở RA2- họ đi ngược thời gian và giết Albert Einstein, loại bỏ ảnh hưởng của ông với các Đồng Minh và do đó loại bỏ sự tồn tại của vũ khí hạt nhân. Tại châu Á, Empire of the Rising Sun đã bí mật xây dựng một quân đội lớn với các công nghệ và vũ khí tối tân, buộc lực lượng Đồng Minh và Xô Viết phải liên minh với nhau.

## Cốt truyện

### Second World War: Red Alert
Cơ sở của xê-ri Red Alert bắt đầu là vào năm 1946 giả tưởng. Tại bãi thử Trinity của New Mexico, Albert Einstein tạo ra máy thời gian "Chronosphere". Quay trở lại năm 1923 tại Landsberg, Đức, ông gặp Adolf Hitler ngay sau khi Hitler vừa được thả tự do sau khi bị bắt vì gây ra vụ Đảo chính Nhà hàng Bia và bắt tay của Hitler, gây ra một phản ứng loại bỏ sự tồn tại của Hitler khỏi dòng thời gian bằng cách quấy rối "dòng không gian-thời gian". Điều này đã ngăn chặn Đức Quốc xã hình thành và ngăn ngừa Chiến tranh thế giới thứ hai diễn ra.
Không còn chiến tranh với Đức quốc xã, Joseph Stalin đã xây dựng Liên Xô thành một siêu cường và bắt đầu cố gắng tạo nên một Liên bang Xô viết kéo dài trên khắp toàn bộ lục địa Á-Âu. Các quốc gia châu Âu, gồm Đức, hình thành khối Đồng Minh để chống lại cuộc tấn công của Liên Xô trong một Chiến tranh thế giới thứ hai mới (Red Alert)

#### Kết thúc của phe Đồng Minh
Sau khi phá hủy thành lũy cuối cùng của Xô Viết, một nhóm lính Đồng Minh phát hiện ra Stalin bị chôn sống trong đống đổ nát. Trước khi họ định tháo dỡ các mảnh vỡ đang đè Stalin, Tướng Nikos Stavros bắt họ dừng lại. Ông đã thuyết phục họ rằng họ không thấy gì trước khi họ rời khỏi. Stavros sau đó dùng một khăn tay bịt miệng của Stalin trước khi đè lên đầu Stalin bằng một tảng đá lớn và bỏ đi. Kết quả này buộc Kane-người đã sử dụng Liên Xô để có được quyền lực và Brotherhood của ông phải lui vào hoạt động bí mật, dẫn đến các sự kiện của Command & Conquer đầu tiên. Ngoài ra, kết thúc này mở đường cho phần tiếp theo là Red Alert 2.

#### Kết thúc của phe Xô Viết
Khi Xô Viết ăn mừng chiến thắng của họ ở Cung điện Buckingham mới chiếm được, Stalin chúc mừng Tư lệnh (người chơi) vì đã làm tốt công việc nhưng sau đó lại nói rằng "Anh sẽ được chăm sóc tốt" (ám chỉ việc ông sẽ loại bỏ Tư lệnh) trong khi ông uống một tách trà, chỉ để đột nhiên nhận ra rằng trà đã bị đầu độc bởi Nadia. Nadia dùng súng bắn chết Stalin khi độc tố trong trà bắt đầu có tác dụng. Sau cái chết của Stalin, Nadia nói cho Tư lệnh biết rằng Liên Xô bây giờ là nằm dưới sự cai trị của Brotherhood of Nod, vốn có kế hoạch lui vào trong bóng tối một lần nữa và sẽ xuất hiện trở lại trong những năm 1990 và để Tư lệnh làm lãnh đạo bù nhìn của USSR để chuẩn bị cho Nod "trong tương lai gần". Cô ngay sau đó bị phản bội và bắn chết bởi Kane, người đã lộ rõ ông mới là kẻ chủ mưu thật sự.

### Third World War: Red Alert 2
Sau khi cố gắng chinh phục châu Âu trong cuộc chiến trước, Liên bang Xô Viết hoàn toàn bị hủy hoại. Joseph Stalin đã chết, và quân đội Xô Viết bị giải thể. Đồng Minh cho rằng một sự thay đổi chế độ sẽ gây ra tình trạng bất ổn trong Liên bang Xô Viết, và để đạt được sự hỗ trợ và ổn định trong khu vực, Đồng Minh đã đưa Thủ tướng Alexander Romanov, một họ hàng xa của Sa hoàng Nicholas II lên làm Thủ tướng Xô Viết bù nhìn. Romanov đồng ý thực hiện các yêu cầu của Đồng Minh, mặc dù ông bí mật xây dựng lại quân đội Xô Viết với "mục đích quốc phòng" - thực ra là chuẩn bị tấn công Hoa Kỳ.
Câu chuyện bắt đầu với việc quân đội Mỹ bị tấn công bất ngờ bởi cuộc tấn công của Xô Viết với máy bay, tàu hải quân, lực lượng đổ bộ, lính dù của họ kéo tới cả hai bờ Đông và bờ Tây nước Mĩ cùng với phần lớn các lực lượng mặt đất của kéo tới thông qua México, vốn đã bầu ra một chính phủ cộng sản. Mĩ cố gắng trả đũa với việc sử dụng tên lửa hạt nhân, nhưng Yuri, lãnh đạo quân đoàn Psychic Corps của Xô Viết và là cố vấn hàng đầu của Thủ tướng Romanov, đã sử dụng khả năng kiểm soát trí não của mình để thao túng người điều khiển bắn các đầu đạn hạt nhân và làm chúng phát nổ trong bệ phóng. Trước tình hình này, Tổng thống Mỹ Michael Dugan đã thiết lập một đội phản ứng khẩn cấp do Tướng Carville và một Tư lệnh được gọi là "The Ghost" (người chơi) chỉ huy để đối phó với quân đội Xô Viết.

### Chiến dịch Đồng Minh
Chiến dịch Đồng Minh bắt đầu với việc lực lượng đặc biệt do Đặc vụ đặc biệt Tanya được phái tới thành phố New York dễ đẩy lui cuộc đổ bộ của lực lượng Xô Viết tại đây. Người chơi với sự giúp đỡ của Tanya đã phá hủy căn cứ Xô Viết ở New York và đánh lui được cuộc tấn công.
Tanya và Tư lệnh tiếp tục được điều đến Colorado Springs để giải phóng Học viện không quân và các căn cứ không quân tại đó, lúc này đang nằm dưới sự kiểm soát của lực lượng Xô Viết. Khi đang trở về sau chiến thắng thì họ phát hiện được thiết bị kiểm soát trí não của Xô Viết là Psychic Beacon đang được triển khai tại thủ đô Washington DC và đã kiểm soát được tổng thống Michael Dugan, tướng Carville cùng một số quan chức quan trọng khác của thành phố và nhiều người dân. Tuy nhiên Tư lệnh đã tấn công và phá huỷ được Psychic Beacon, giải phóng chính phủ và các sĩ quan quân sự thoát khỏi sự kiểm soát trí não của Xô Viết để họ trốn thoát. Mặc dù vậy, thủ đô vẫn nằm trong tay các lực lượng của Xô Viết buộc chính phủ Mỹ và quân đội phải di tản đến Canada để thoát khỏi sự đe dọa từ công nghệ kiểm soát trí não của đối phương.
Sau khi chuyển chính phủ của họ tới Canada, lực lượng tình báo của Đồng Minh đã phát hiện Xô Viết đã đặt một thiết bị bí mật là Psychic Amplifier tại Chicago, có sức mạnh "để làm điều tương tự giống như Psychic Beacon đã làm với Washington". Quân Đồng Minh nhanh chóng phát động một cuộc tấn công vào lực lượng Liên Xô ở Chicago từ căn cứ của họ tại Canada ở Hồ Michigan, giải phóng thành phố và phá hủy Psychic Amplifier. Nhưng để trả đũa, Tướng Vladimir là tổng chỉ huy lực lượng tấn công Hoa Kì của Xô Viết đã tuyên bố là thành phố Chicago không còn hữu dụng nữa và đã cho nhanh chóng triển khai một tên lửa hạt nhân trong thành phố và cho kích nổ nó ngay lập tức sau đó, phá huỷ hoàn toàn thành phố.
Báo động bởi tình trạng này, các nhà lãnh đạo của Pháp, Đức, và Anh đồng ý giúp Mỹ nếu Mỹ phá huỷ các bệ phóng tên lửa hạt nhân của Xô Viết tại Ba Lan. Tổng thống Michael Dugan đồng ý và gửi một lực lượng đặc biệt do Tanya chỉ huy tiến vào một khu vực của Ba Lan giáp giới với Đức. Các bệ phóng tên lửa được phá hủy một cách bí mật, và kết quả là châu Âu tham gia chiến tranh chống Xô Viết. Với sự ủng hộ về người và trang thiết bị, quân đội Mỹ có thể phát động một cuộc tấn công vào lực lượng Xô Viết tại Washington, DC và tái chiếm thành phố. Tiếp theo, lực lượng tình báo của Đồng Minh phát hiện ra Xô Viết đang có kế hoạch chiếm giữ quần đảo Hawaii nên Tư lệnh nhanh chóng được phái đến Trân Châu Cảng để bảo vệ quần đảo.
Quần đảo đã được cứu nhưng Hoa Kỳ vẫn còn ở vị thế bấp bênh vì Xô Viết với sự giúp đỡ từ Psychic Beacon của họ, vẫn còn kiểm soát thành phố St. Louis và cả khu vực sông Mississippi ở phía nam thành phố, nắm giữ khu vực giữa các bang miền tây và các bang miền đông. Quân Đồng Minh do đó đã mở một cuộc tấn công vào thành phố để tiêu diệt Psychic Beacon, giải phóng khu vực. Quân Đồng Minh lại phát hiện một kế hoạch của Xô Viết hòng sao chép và sử dụng công nghệ Prism của Đồng Minh, là một công nghệ tạo chùm tia năng lượng lớn để tiêu diệt kẻ thù tại một cơ sở nghiên cứu ở Tulum, México. Một nhóm đặc nhiệm Navy SEALs đã nhảy dù xuống khu vực này để tiêu diệt các cơ sở nghiên cứu và bất kỳ nỗ lực của Xô Viết để nhân rộng công nghệ này. Nhiệm vụ đã thành công và công nghệ Prism đã không bị ảnh hưởng.
Tướng Carville, trong một cuộc họp đã thông báo với người chơi rằng họ sắp sửa sang Đức. Ông nói rằng các nhà lãnh đạo quân Đồng Minh đang tăng cường thêm quân ở khu vực Rừng Đen của Đức để bảo vệ các phòng thí nghiệm của Albert Einstein, vốn đang nghiên cứu những công nghệ mới nhằm nhanh chóng kết thúc chiến tranh. Cụ thể là tại phòng thí nghiệm của Einstein có một nguyên mẫu của Chronosphere, một thiết bị có khả năng vận chuyển quân đến bất cứ nơi nào trên thế giới. Ngay khi Tướng Carville rời khỏi văn phòng của ông tại phút cuối của cuộc họp thì một Crazy Ivan của Xô Viết đã phục kích Carville và kích nổ quả bom của hắn, giết chết ông. Bất chấp tổn thất to lớn này, người chơi vẫn đến vùng Rừng Đen và đẩy lui cuộc tấn công của Xô Viết từ biên giới Ba Lan-Đức. Phòng thí nghiệm của Einstein cùng với Chronosphere được an toàn và Einstein có thể tiếp tục công việc của mình.
Sau khi hoàn tất việc nghiên cứu, Einstein thông báo với người chơi rằng ông đã làm việc cật lực và tìm ra nơi tốt nhất để triển khai Chronosphere. Theo Einstein đó là một nơi hoàn hảo, nhưng lại nằm "trên một hòn đảo nhỏ ở mũi Florida, chỉ cách vài cây số với Xô Viết Cuba". Quân Đồng Minh đã cho quân đến đảo và xây dựng một căn cứ cùng với Chronosphere ở đó, và ngay sau đó phát động một cuộc tấn công vào Cuba để tiêu diệt các bệ phóng tên lửa hạt nhân của Xô Viết. Cuối cùng, quân Đồng Minh sử dụng khả năng dịch chuyển của Chronosphere để phát động một cuộc tấn công ngay tại Moskva. Tại Moscow, lực lượng Đồng Minh tiêu diệt lực lượng bảo vệ điện Kremlin và cho một đội tấn công dẫn đầu bởi Tanya xông vào bắt giữ Alexander Romanov. Romanov cố gắng cho một người khác mặc đồng phục của mình để trốn thoát, tuy nhiên âm mưu này này đã dễ dàng bị lật tẩy do người giả dạng hoàn toàn khác với Romanov và Romanov bị bắt trong khi chỉ mặt đồ lót. Xô Viết do đó phải chịu một thất bại nhục nhã và nhanh chóng đầu hàng.

### Chiến dịch Xô Viết
Chiến dịch Xô Viết bắt đầu với việc Tư lệnh (người chơi) được Thủ tướng Alexander Romanov giới thiệu tóm tắt về cuộc tấn công sắp tới của Xô Viết với Hoa Kỳ. Romanov nói với Tư lệnh rằng ưu tiên hàng đầu là phá hủy trụ sở của quân đội Mỹ là Lầu Năm Góc ở Washington DC và người chơi được giao thực hiện mệnh lệnh này, dẫn đầu một cuộc tập kích bằng quân dù phối hợp với xe tăng vào thủ đô Washington, DC và phá hủy được Lầu Năm Góc.
Tiếp theo, Tư lệnh lại chỉ huy một cuộc đổ bộ của Xô Viết lên Florida để tiêu diệt hạm đội Mỹ đang đe dọa cuộc đổ bộ của Xô Viết tại bờ Đông. Mặc dù Tư lệnh là người gần như hoàn toàn chịu trách nhiệm cho những chiến thắng trên, tất cả mọi vinh quang và thành tích đều thuộc về viên Tổng chỉ huy Xô Viết, Tướng Vladimir dù ông ta chỉ đóng một vai trò hỗ trợ không đáng kể vào đầu màn chơi.
Sau đó, Yuri khuyến cáo rằng Tư lệnh nên đánh chiếm thành phố New York với sự giúp đỡ của thiết bị Psychic Beacon, một cỗ máy có thể kiểm soát trí não dân số của toàn bộ thành phố, trong khi Vladimir đang ở Moskva ăn mừng trong khi Yuri và "đồng chí Tướng quân" (tức là người chơi) cũng có thể nhận được danh vọng và vinh quang. Người chơi làm theo lời khuyên của Yuri, và mở một cuộc công kích vào thành phố New York. Sau khi chiếm được công trình Allied Battle Lab của Hoa Kỳ tại Trung tâm Thương mại Thế giới, Psychic Beacon được xây dựng và nhanh chóng hoạt động khiến toàn bộ cư dân của thành phố nằm dưới thuộc quyền kiểm soát của Xô Viết.
Để ngăn chặn các mối đe dọa càng lúc càng lớn và thành công của Xô Viết, các lực lượng Đồng Minh từ Hàn Quốc đã phát động một cuộc đổ bộ vào Vladivostok và người chơi "phải bảo vệ quê nhà" bằng mọi giá. Tư lệnh đã bảo vệ thành công "Đất mẹ", nghiền nát tất cả các cuộc xâm nhập của lực lượng Nam Triều Tiên trong một cuộc phản công tàn bạo. Báo động bởi tình trạng này, các nhà lãnh đạo Pháp và Đức đồng ý gửi quân đến biên giới Ba Lan để giúp Hoa Kỳ chiến đấu chống lại Liên Xô. Trong khi quân Pháp đang tập trung gần Ba Lan, Xô Viết gửi một lực lượng đặc biệt đến Paris với mệnh lệnh đặc biệt từ Romanov và Yuri là "cho quân Đồng Minh thấy rõ sức mạnh thực sự của Liên Xô" và "tàn phá không để bất cứ thứ gì còn sót lại". Lực lượng đặc biệt của Liên Xô đã nhanh chóng chiếm giữ các khu vực xung quanh tháp Eiffel (được gọi là "Paris Tower" trong trò chơi) và sử dụng 3 lính phóng điện Tesla Troopers để nạp điện cho tháp Eiffel và biến nó thành một trụ phóng điện Tesla Coil khổng lồ. "Paris Tower" nhanh chóng tiêu diệt tất cả các lực lượng Đồng Minh trong thành phố và tàn phá Pari. Với chiến thắng này và các chiến thắng khác quan trọng khác, Xô Viết đã đặt các quốc gia châu Âu vào tình thế nguy hiểm và cho họ nhận thấy rằng họ đang cần lo cho sự an nguy của mình hơn là giúp đỡ Hoa Kỳ.
Trong thời gian này quyền lực của Yuri càng ngày càng lớn do ông ta dùng khả năng ngoại cảm của mình để điều khiển trí não Romanov. Kết quả là Romanov đã giao quyền chỉ huy toàn bộ quân đội Xô Viết cho Yuri, khiến tướng Vladimir rất tức giận, tố cáo Yuri ép buộc Romanov làm như vậy. Yuri bác bỏ cáo buộc trên và lệnh cho người chơi thiết lập một "sự hiện diện của Liên Xô" trong quần đảo Hawaii. Tư lệnh nhanh chóng tấn công tiêu diệt Hạm đội Thái Bình Dương của Mỹ cùng với hạm đội tiếp viện của Hàn Quốc tại đảo Hawaii, cho phép Liên Xô dễ dàng đánh chiếm quần đảo.
Trong lúc đó, Romanov lâm bệnh nặng còn và tình báo của Yuri đã tiết lộ rằng Đồng Minh đang xây dựng máy Chronosphere, một thiết bị với khả năng vận chuyển quân đến bất cứ nơi nào trên thế giới. Đồng Minh định dùng cỗ máy để mở một cuộc tấn công vào cơ sở nghiên cứu của Xô Viết ở dãy Ural. Yuri nói rằng cơ sở nghiên cứu này là rất quan trọng cho các nỗ lực chiến tranh của Xô Viết và nó phải được bảo vệ bằng mọi giá. Người chơi nhanh chóng nắm quyền điều khiển lực lượng Xô Viết ở cơ sở nghiên cứu và nhanh chóng đánh tan tất cả các cuộc tấn công của Đồng Minh vào khu vực này.
Khi mà cơ sở nghiên cứu được giải cứu, Yuri ám sát Romanov trong bệnh viện rồi vu cáo cho Tướng Vladimir là thủ phạm và ra lệnh cho Tư lệnh điều quân đến Washington, D.C. để tiêu diệt Vladimir, người mà Yuri tuyên bố là một kẻ phản bội và "một nonperson". Người chơi đánh bại lực lượng của Vladimir và bắt giữ ông ta tại Nhà Trắng với sự giúp đỡ từ công nghệ tâm linh của Yuri. Sau đó trong một cuộc họp với Yuri, Yuri giới thiệu cho người chơi về kế hoạch điều khiển trí não của tổng thống Hoa Kỳ Michael Dugan và gây ảnh hưởng không nhỏ đến quân đội và chính phủ Hoa Kỳ. Một đội quân gồm 3 lính Psi-Corp nhảy dù xuống San Antonio, Texas (nơi trú ẩn của Tổng thống) và lén lút xâm nhập vào căn cứ Hoa Kỳ đặt xung quanh đồn Alamo và sau đó đưa Tổng thống Dugan nằm dưới sự điều khiển của Xô Viết. Xô Viết sau đó lại quân Đồng Minh đang phát triển một siêu vũ khí mới trong quần đảo Virgin được biết đến như là một thiết bị kiểm soát thời tiết, với khả năng tạo ra những trận sấm sét với sức mạnh tàn phá trên một khu vực rộng lớn. Xô Viết đã mở một cuộc tấn công đổ bộ trên quần đảo và thành công trong việc tiêu diệt thiết bị trước khi nó được kích hoạt.
Ấn tượng bởi sự kiên trì và tài năng của "đồng chí Tướng quân" ("Comrade General"), Yuri mời người chơi đến Moscow để ông ta có thể đích thân cảm ơn nhưng thực tế để là để giết hoặc kiểm soát trí não người chơi. Tuy nhiên lúc này Trung úy Zofia giao cho người chơi một đoạn băng được ghi lại bởi chính Romanov trước khi chết. Trong đoạn băng, Romanov nói rằng Yuri đang điều khiển ông ta và ra lệnh người chơi phải đưa kẻ phản bội ra trước công lý. Tư lệnh đi đến Moskva, nhưng với một đội quân lớn. Khi đến Moscow, lực lượng của người chơi đã nghênh chiến với lực lượng trung thành với Yuri và sau cùng mở một cuộc tấn công tàn khốc vào điện Kremlin và Yuri được cho là đã chết. Dựa vào các tài liệu của Yuri, Tư lệnh phát hiện ra việc quân Đồng Minh đã xây dựng một Chronosphere tại Alaska, mà họ sẽ sử dụng để cố gắng mở một cuộc tấn công cuối cùng vào Liên Xô. Ngay lập tức, quân đội Xô Viết vượt eo biển Bering và tiêu diệt Chronosphere cùng tất cả các lực lượng Đồng Minh trong khu vực. Với việc tất cả các thế lực chống đối bị đè bẹp, người chơi là hoàn toàn có thể thống trị thế giới. Tuy nhiên trong đoạn phim cuối cùng, bộ [[não của Yuri vẫn tồn tại và dùng khả năng ngoại cảm để liên lạc với người chơi: "Mọi việc đã có thể tốt hơn khi ta có thể thấy rõ tâm trí của ngươi, Tướng quân. Ta vẫn có thể còn một cơ hội..."

##### Psychic Dominator Disaster: Yuri's Revenge
Cốt truyện của Yuri's Revenge bắt đầu sau khi Đồng Minh chiến thắng trong Red Alert 2. Câu chuyện dựa trên Yuri, người đứng đầu cũ của đội quân Psychic Corps của Xô Viết, người đã rời khỏi nơi ẩn náu để chiếm lấy thế giới bằng cách sử dụng Psychic Dominator, một thiết bị này có thể kiểm soát trí não tất cả mọi người trên thế giới.
Game bắt đầu bằng một cuộc họp bóp của tổng thống tại Nhà Trắng liên quan đến Yuri và cách mà ông ta chiếm lấy thế thế giới bằng cách sử dụng khả năng ngoại cảm của mình. Yuri gián đoạn cuộc họp và giải thích kế hoạch thống trị thế giới của mình, tiết lộ với Tổng thống Hoa Kỳ Michael Dugan rằng ông ta đã thiết lập xong một mạng lưới Psychic Dominator trên thế giới. Một trong số đó nằm trên đảo Alcatraz ở San Francisco, vừa được Yuri kích hoạt ngay trước khi ông ta cắt đứt liên lạc tới Nhà Trắng. Ngay lập tức Dugan lệnh cho một cuộc không kích khẩn cấp vào thiết bị, nhưng tất cả máy bay tấn công đều bị bắn hạ, mặc dù một chiếc trong số đó rơi trúng vào một nhà máy điện hạt nhân trên đảo khiến Psychic Dominator mất năng lượng và ngừng hoạt động. Mặc dù vậy, Yuri vẫn kích hoạt các Psychic Dominator khác của ông ta trên khắp thế giới và phần lớn bề mặt hành tinh nhanh chóng nằm dưới sự kiểm soát của Yuri

### Chiến dịch Đồng Minh
Chiến dịch Đồng Minh bắt đầu với việc người chơi được điều tới San Francisco để bảo vệ cỗ máy thời gian của giáo sư Albert Einstein mà quân Đồng Minh lên kế hoạch sử dụng nó để đi về quá khứ và ngăn chặn Yuri kích hoạt hệ thống Psychic Dominator. Nhưng cỗ máy không đủ năng lượng để hoạt động, do đó người chơi phải chiếm các nhà máy điện trong thành phố. Sau khi nhận được đủ điện năng, người chơi đã thành công trong việc du hành vược thời gian, nhưng vào đúng thời điểm quân Xô Viết đang mở cuộc tấn công vào San Francisco. Xô Viết bị bất ngờ bởi quân tiếp viện của Đồng Minh đến từ tương lai và Psychic Dominator được xây dựng trên đảo Alcatraz bị phá hủy. Với chiến thắng đáng ngạc nhiên này, kế hoạch của Yuri lẫn Xô Viết đều bị rối loạn và khiến cho cả hai phe này bị sốc.
Người chơi sau đó được điều tới Los Angeles, lúc này đang rơi vào sự khống chế của Yuri và tình báo của quân Đồng Minh phát hiện ra việc Yuri đã cho xây dựng một vài Grinder để tàn sát dân số thành phố thành nguyên vật liệu để tài trợ cho nỗ lực chiến tranh của ông ta. Các Grinder và phần còn lại của lực lượng của Yuri trong thành phố đều bị phá hủy và Los Angeles được giải phóng. Với mất mát quan trọng này, Yuri buộc phải tìm một nguồn thu nhập mới và tìm thấy Chủ tịch của công ty Massivesoft Corporation (dựa trên chủ tịch Bill Gates của công ty Microsoft Corporation lừng danh) tại Seattle. Nhận được lời kêu cứu của giám đốc điều hành, Tướng Carville, người vẫn còn sống trong dòng thời gian này đã ra lệnh cho người chơi giải phóng Massivesoft Corporation cùng vị giám đốc điều hành, đồng thời phá hủy bệ phóng tên lửa hạt nhân mà Yuri xây dựng trong thành phố. Bệ phóng nhanh chóng bị phá hủy và Massivesoft được giải thoát. Không còn phải tài trợ cho nỗ lực chiến tranh của Yuri, vị Chủ tịch của Massivesoft Corporation quyết định tài trợ cho quân đội Đồng Minh để trả ơn.
Tuy nhiên, trong lúc quân Đồng Minh liên tiếp giành được những chiến thắng quan trọng, Yuri đã bắt giữ Albert Einstein và buộc ông phải làm việc tại một căn cứ gần Đại Kim Tự tháp (mặc dù Trung úy Eva Lee gọi nó là "Kim Tự tháp to lớn" - Large Pyramid trong game) để Psychic Dominator có thể hoạt động sớm hơn. Tư lệnh (người chơi) nhanh chóng tới Ai Cập, giải cứu Einstein trước khi phá hủy căn cứ của Yuri cùng với Psychic Dominator. Ở trong tình thế vô cùng tuyệt vọng, Yuri lập kế hoạch bắt cóc một số nhà lãnh đạo quan trọng trên thế giới và thay thế họ bằng các bản sao trung thành với Yuri. Nhận lệnh từ tướng Carville, người chơi nhanh chóng đến Sydney, Úc để tiêu diệt nơi cơ sở nhân bản vô tính của Yuri cùng với toàn bộ quân đội của ông ta đóng tại đó.
Sau một cuộc chiến lâu dài trên hai mặt trận, quân Đồng Minh đã đánh bại được quân đội Xô Viết và lực lượng của Yuri cũng bắt đầu suy sụp. Với mục đích nhanh chóng kết thúc chiến tranh với Yuri, Xô Viết và Đồng Minh quyết định xem xét việc liên kết với nhau. Hai siêu cường sau đó đã lên kế hoạch cho một hiệp ước liên minh tại một địa điểm tối mật. Trong khi Trung úy Eva thông báo việc này cho người chơi, cô bị Yuri điều khiển và tiết lộ nơi ký hiệp ước: Tòa nhà Quốc hội Anh ở Luân Đôn, Anh. Trước tình hình khẩn cấp, tướng Carville lệnh cho người chơi đến Luân Đôn và chỉ huy quân Đồng Minh bảo vệ Tòa nhà Quốc hội bằng mọi giá. Với sự bảo vệ đó, hiệp ước được phê duyệt và ký kết và các lực lượng Xô Viết sớm tham gia vào trận chiến và căn cứ Luân Đôn của Yuri hoàn toàn bị phá hủy. Trung úy Eva định từ chức vì thất bại của mình trong việc chống lại sự kiểm soát trí não của Yuri, nhưng bị chặn lại bởi Carville người nhắc nhở rằng các nhà lãnh đạo thế giới cụng có nhiều người bị kiểm soát bởi Yuri tốt.
Đồng minh sau đó đã nhanh chóng xác định vị trí của Psychic Dominator cuối cùng đang tọa lạc ở Nam Cực cùng với một căn cứ khổng lồ của Yuri, nơi mà ông ta dự định làm bàn đạp để mở cuộc tấn công cuối cùng. Bằng cách cho quân nhảy dù xuống Tierra del Fuego để sửa chữa một căn cứ bỏ hoang của Xô Viết ở đây, một Radar Tower đã được xây dựng và quân Đồng Minh dùng Chronosphere để đưa một toán quân khác tới Nam Cực để thiết lập căn cứ của họ. Cuối cùng căn cứ của Yuri đã bị quân Đồng Minh tấn công và hủy diệt hoàn toàn.
Với việc Yuri đã bị đánh bại triệt để, ông ta bị quân Đồng Minh bắt giữ và nhốt trong một nhà tù đặc biệt do Albert Einstein tạo ra mang tên là Psychic Isolation Chamber, nơi mà Yuri "sẽ không thể có khả năng kiểm soát trí não dù chỉ là một con ruồi". Lúc này, các sự kiện của Red Alert 2 và Yuri's Revenge bắt đầu trộn lẫn với nhau. Như Giáo sư Einstein giải thích: "Một chuỗi sự kiện phải được ưu tiên hơn những cái khác", những sự kiện diễn ra trong Yuri's Revenge đã trở thành hiện thực: Tướng Carville vẫn sống và kế hoạch của Yuri vẫn thất bại.

### Chiến dịch Xô Viết
Chiến dịch Xô Viết bắt đầu với việc những lãnh đạo còn lại của Xô Viết phát hiện ra kế hoạch của Đồng Minh nhằm đi ngược thời gian. Chỉ huy của Xô Viết nhận ra rằng nếu chiếm được cỗ máy thời gian của Đồng Minh ở San Francisco, sẽ cho phép Liên bang Xô viết giành lại quyền lực cũ của nó. Một nhóm quân Xô Viết liền tiến vào San Francisco và chiếm được cỗ máy thời gian, nhưng do cỗ máy không đủ năng lượng nên người chơi phải chiếm bốn nhà máy điện trong thành phố. Khi các nhà máy phát điện nằm dưới sự kiểm soát của Xô Viết, người chơi đi trở lại trong thời gian, nhưng do sự cố của các kỹ sư Xô Viết, máy đi trở lại đến thời của khủng long. Người chơi phải bảo vệ cỗ máy thời gian khỏi những con khủng long bạo chúa cho đến khi cỗ máy nạp lại đủ năng lượng và đưa mọi người về đúng lúc Xô Viết bắt đầu cuộc tấn công vào San Francisco. Người chơi nhanh chóng chỉ huy căn cứ của Xô Viết trong thành phố và phá hủy Psychic Dominator trong khi nó vẫn còn đang được xây dựng trên đảo Alcatraz.
Với sự thay đổi dòng thời gian thành công, lực lượng Xô Viết đến từ tương lai đưa một số tài liệu đặc biệt đến Moskva, trong đó nói rõ về việc Xô Viết thất trận như thế nào và mối đe dọa của Yuri. Thủ tướng Alexander Romanov lệnh cho người chơi đến miền Rừng Đen ở Đức để phá hủy phòng thí nghiệm của Einstein và mẫu thử nghiệm của Chronosphere, một cỗ máy có thể dịch chuyển quân tức thời đến bất cứ đâu ở thế giới.). Tư lệnh đã kịp thời phá hủy mối đe dọa tiềm năng này của Đồng Minh trước khi nó có thể trở thành một vấn đề thực sự, khiến quân Đồng Minh phải rút lui trên khắp các mặt trận.
Trong khi đó, tình báo Xô Viết phát hiện ra việc Yuri đã xây dựng tại Luân Đôn một Psychic Beacon (một thiết bị có thể kiểm soát tâm trí dân số của toàn bộ thành phố) và quân đội Đồng Minh đóng tại đây đã chiến đấu cho Yuri. Để ngăn chặn điều này, người chơi đã đi tới Luân Đôn và giải thoát quân Đồng Minh khỏi sự điều khiển của Yuri. Tuy nhiên Yuri cũng đã cho xây dựng một căn cứ cùng với một Psychic Dominator tại Luân Đôn, nhưng người chơi đã sớm tiêu diệt lực lượng của Yuri trong khu vực.
Ngay sau chiến thắng này, máy bay của Romanov bị bắn rơi tại Casablanca, Maroc. "Đồng chí Tướng quân" (người chơi) do đó lại phải tới thành phố để để tìm kiếm và giải cứu Romanov trước khi Yuri tìm thấy ông ta. Sau khi tìm thấy Romanov (trong đó miêu tả Romanov có vẻ như vừa có một khoảng thời gian dễ chịu khi trú ẩn ở Casablanca), quân Xô Viết tấn công tiêu diệt căn cứ của Yuri đóng xung quanh một sân bay ở thành phố và dùng sân bay này để đưa Romanov tới nơi an toàn.
Với Romanov được cứu, Tư lệnh sau đó lại chỉ huy quân đổ bộ lên một hòn đảo bí mật nằm ở ngoài khơi Thái Bình Dương nơi Yuri đã thiết lập một căn cứ tàu ngầm. Sau khi hạ cánh trên đảo, Tư lệnh nhanh chóng phá hủy căn cứ tàu ngầm của Yuri và tất cả các lực lượng còn lại. Lúc trận đánh kết thúc, Xô Viết phát hiện ra một sân bay vũ trụ của Yuri với một tên lửa đang sắp sửa phóng lên Mặt Trăng, nơi Yuri dự định đến sau khi hoàn tất âm mưu thống trị thế giới. Thế là Xô Viết dùng phi thuyền này đưa một đội quân lên Mặt Trăng, nơi họ nhanh chóng tiêu diệt căn cứ của Yuri đóng tại đó.
Thất bại trên tất cả các mặt trận, Yuri buộc phải quay về trú ẩn trong một pháo đài của tổ tiên ông ta tại Transilvania. Thú tướng Romanov ra lệnh cho người chơi tiến đánh nơi ẩn náu cuối cùng của Yuri và "đè bẹp hắn bên dưới những tảng đá". Nhưng khi đến Transilvania, người chơi phát hiện ra Yuri đã dùng hai Psychic Beacon để khống chế quân Đồng Minh và Xô Viết trong khu vực. Người chơi do đó đã thiết lập một căn cứ và mở một cuộc tấn công lớn vào lực lượng của Yuri. Lâu đài bị phá hủy và Yuri được cho là đã bị đánh bại một lần và mãi mãi.
Tuy nhiên, Yuri vẫn may mắn sống sót sự tàn phá của lâu đài và ông ta bắn tin rằng mình đã đánh cắp cỗ máy thời gian tại San Fransisco và lúc này "thế giới cùng với tất cả lịch sử của nó sẽ bị Yuri chinh phục". Nhưng điều này đã bị cản trở bởi Trung úy Zofia người đã nhanh chóng thay đổi điểm đến của máy thời gian và rút hết năng lượng khiến nó đưa Yuri về thời đại của khủng long. Yuri do đó bị mắc kẹt ở thời khủng long và được ngụ ý là bị một con khủng long bạo chúa ăn thịt.
Lúc này, với việc Yuri vĩnh viễn bị loại trừ, Xô Viết đã thống trị thế giới và bành trướng chủ nghĩa cộng sản ra ngoài phạm vi của Trái Đất, lên đến tận vũ trụ bao la.

### War of the Three Powers: Red Alert 3
Tiền đề trung tâm của cả ba chiến dịch là như nhau, mặc dù mỗi phần là một biến thể khác nhau của cốt truyện. Đối mặt với thất bại trong tay quân Đồng Minh (có lẽ là sau kết thúc của Red Alert 2: Yuri's Revenge), Tướng Nikolai Krukov và Đại tá Anatoly Cherdenko sử dụng một cỗ máy thời gian bên dưới điện Kremlin để quay ngược trở lại Bỉ vào năm 1927 tại Hội nghị Vật lý Quốc tế và loại trừ Albert Einstein. Điều này ngăn Einstein tạo ra các công nghệ cho phép Đồng Minh đánh bại Xô Viết trong các trò chơi trước đó. Trở lại hiện tại, Krukov phát hiện ra rằng Cherdenko đã trở thành Thủ tướng Liên Xô và Xô Viết đang gần như chinh phục toàn bộ châu Âu. Tuy nhiên, do không có sự tồn tại của Einstein, Empire of Rising Sun đã trỗi lên ở Nhật Bản và tuyên bố chiến tranh chống lại quân Đồng Minh và Xô Viết với mong muốn thống trị thế giới, cái mà họ gọi là Thiên mệnh. Thế giới do đó rơi vào một cuộc chiến tranh ba chiều giữa Liên bang Xô viết, quân Đồng Minh và Empire.
Không giống như người tiền nhiệm của nó, Red Alert 3 đã chủ yếu là có các đoạn phim hài hước/nửa nghiêm túc, chẳng hạn như khi Tướng Krukov nói với Dasha: "Our enemy was thrusting deeply into the motherland's tender nether regions", khiến cô có biểu hiện bối rối trên mặt.

### Xô Viết
Trong chiến dịch của Xô Viết, Cherdenko đầu tiên bổ nhiệm tư lệnh mới của Xô Viết (người chơi) đẩy lui lực lượng Empire khỏi lãnh thổ Xô Viết ở Leningrad và các vùng lãnh thổ khác, sau đó tấn công vào Nhật Bản và giết chết Nhật hoàng Yoshiro trước khi tiếp tục các cuộc tấn công chống lại quân Đồng Minh. Khi lực lượng Xô Viết tấn công cung điện của Yoshiro trên núi Phú Sĩ, tuy nhiên, hóa ra đó lại là một mồi nhử và Empire cho thấy một căn cứ lớn về phía bắc, và ba Tư lệnh của Empire xuất hiện với ý định tiêu diệt các lực lượng của Xô Viết ở đó. Sau khi 3 vị Tư lệnh của Empire bị đánh bại và cung điện bị phá hủy, Yoshiro xuất hiện trong con robot King Oni cá nhân của ông và định tiêu diệt người chơi nhưng cuối cùng cũng bị đánh bại và giết chết, khiến Empire phải đầu hàng.
Sau đó người chơi tấn công tiêu diệt quân Đồng Minh ở Geneva và cơ sở nghiên cứu ở Mykonos. Bằng cách vu cho tướng Krukov có ý định ám sát mình, Cherdenko đã dùng người chơi để loại bỏ vị tướng này tại căn cứ không quân Von Eisling. Tiến sĩ Zelinsky, nhà khoa học đã tạo ra cỗ máy thời gian, thông báo cho các người chơi rằng các sự kiện xảy ra là do Xô Viết đã cố gắng để thay đổi quá khứ, và rằng Cherdenko ban đầu không phải là Thủ tướng Xô Viết. Cherdenko sau đó khi cố gắng tiêu diệt người chơi vì cho rằng người chơi quá nguy hiểm khi biết quá nhiều thông tin nhưng thất bại và ông ta được cho là đã chết sau khi người chơi phá hủy pháo đài của ông ta được đặt trong ngọn núi lửa sau khi tiêu diệt Nguyên soái Bingham tại đảo Phục Sinh.
Sau khi giải quyết xong với Cherdenko, người chơi liền mở một cuộc tấn công vào New York để buộc lực lượng Đồng Minh phải đầu hàng. Chiến tranh kết thúc với việc người chơi trở thành Thủ tướng kế tiếp của Liên Xô, trong một thế giới mà không có một thế lực nào có thể ngăn chặn sức mạnh bá chủ của Xô Viết.

### Đồng Minh
Chiến dịch Đồng Minh cho thấy Nguyên soái Bingham ra lệnh cho người chơi bảo vệ biên giới châu Âu. Người chơi đã đánh lui cuộc tấn công của Xô Viết tại bờ biển Anh, sau đó chiếm lại Cannes và phá hủy sở chỉ huy của Xô Viết tại Heidelberg. Tuy nhiên, các cuộc giao tranh lại khiến cả hai bên dễ bị tổn thương, cho phép Empire of the Rising Sun gửi pháo đài nổi của mình để phong tỏa quân Đồng Minh và Xô Viết. Điều này buộc Đồng Minh và Xô Viết liên minh với nhau để chống lại Empire (mặc cho sự phản đối của Tổng thống Mỹ Ackerman).
Liên quân liền chiếm lại cảng Gibraltar và sau đó mở một cuộc tấn công vào pháo đài nổi của Empire tại Bắc Đại Tây Dương và thành công trong việc vô hiệu hóa nó. Vào lúc này, Ackerman nổi giận với Thống soái Bingham bởi liên minh của ông với Xô Viết và có sáng kiến tiêu diệt Moskva với một siêu vũ khí laser được đặt trong núi Rushmore. Bingham ra lệnh cho người chơi vô hiệu hóa siêu vũ khí đó và giết Ackerman.
Với việc liên minh đuọc bảo đảm, Đồng Minh lên kế hoạch cho một cuộc tấn công vào Tokyo để tiêu diệt toàn bộ ban lãnh đạo quân sự của Empire chỉ với một cuộc đột kích và đó là một trận chiến quan trọng bởi vì Bộ Chỉ huy Tối cao của Empire đã ra lệnh phá hủy một số thành phố phương Tây. Trong khoảng thời gian này, Xô Viết dẫn đầu bởi Tướng Krukov đã dự định đưa "có thể toàn bộ" hải quân Xô Viết để hỗ trợ lực lượng Đồng Minh. Sau nhiều lần trì hoãn thì Xô Viết tuyên bố rằng với hạm đội của họ đang ở rất xa và gặp "rắc rối cá nhân" nên quyết định không tham gia và sẽ để người chơi một mình đối phó với các lực lượng của Empire.
Sau trận chiến, Tiến sĩ Zelinsky đào ngũ sang Đồng Minh, báo cáo lại về việc Thủ tướng Xô Viết đã đi ngược thời gian để thay đổi hiện tại cùng với các hậu quả do việc sử dụng máy thời gian, và cảnh báo họ về lực lượng không quân của Xô Viết đang được xây dựng ở Cuba, chứng minh rằng Ackerman đã đúng và rằng Xô Viết đã phản bội họ. Sau khi phá hủy lực lượng Xô Viết ở Cuba, Đồng Minh khởi động Chiến dịch Chronostorm và dịch chuyển lực lượng của họ để tiêu diệt pháo đài của Cherdenko tại Leningrad để ngăn chặn ông ta bỏ chạy ra ngoài không gian. Cuối cùng, Cherdenko và Krukov bị giam trong một nhà tù Cryo suốt đời do những tội ác chống lại nhân loại. Trong khi đó, Trung úy Eva và Tanya đều yêu cầu có 1 cuộc hẹn với người chơi. Phó Tổng thống Hoa Kỳ, thì chấp nhận quyền lực mới như là Tổng thống mới của Mỹ trong bài phát biểu công khai.

### Empire of the Rising Sun
Chiến dịch của Empire of the Rising Sun bắt đầu với một cuộc xâm lược quy mô đầy đủ vào Liên bang Xô viết, trong khi Xô Viết đang đẩy Đồng Minh đến bờ vực của sự thất bại. Cuộc tấn công bắt đầu với một tàu vận tải được cải trang tiến vào thành phố ven biển Vorkuta của Xô Viết đang kỷ niệm năm mới. Khi thủ đoạn này bị phát hiện, thành phố được lệnh bị phá hủy. Chiến thuật ban đầu của Nhật hoàng Yoshiro liên quan đến việc đánh vào các mục tiêu tượng trưng như là đài kỷ niệm để gây ảnh hưởng đến ý chí và tinh thần của Xô Viết và sau đó, chiếm một trạm thu phát sóng ở Hoa Kỳ để sử dụng trong việc tuyên truyền chống Đồng Minh. Mặt khác, người con trai ít đi theo truyền thống của Nhật hoàng, Thái tử Tatsu, chủ trương tấn công các mục tiêu quân sự đúng nghĩa mặc dù cha ông thường sẽ bác bỏ và buộc ông chiến đấu ở nơi khác. Thái tử Tatsu là một người có hứng thú về công nghệ trong nỗ lực của ông về việc hiện đại hóa quân đội.
Khi Empire of the Rising Sun ngày càng tiến sâu vào lãnh thổ Xô Viết và Đồng Minh thì Đồng Minh thực hiện một hiệp ước tuyệt vọng và cố gắng tập trung đủ lực lượng để phản công. Nhật hoàng tin rằng ông đã nghiền nát tất cả mọi hy vọng về tự do của Đồng Minh. Lực lượng của Empire chiếm phần lớn phía tây nước Nga và tiến hành thảm sát tàn bạo bất cứ ai chống lại. Một tướng Xô Viết tại thành phố Odessa từ chối đầu hàng, và kết quả là thành phố bị phá hủy bởi một robot nguyên mẫu ba mặt có tên là "Shogun Executioner". Các điểm mốc như một nhà thờ, nhà hát opera, và một bệnh viện là mục tiêu để phá huỷ. Tuy nhiên lực lượng của Empire đã phải lui vào phòng thủ chống lại Đồng Minh, những người vẫn còn có đủ sức mạnh để mở cuộc tấn công quy mô đầy đủ vào Trân Châu Cảng tại quần đảo của Empire trên Hawaii và trên một trong những pháo đài nổi của Empire. Mặc dù cả hai cuộc tấn công đều bị đẩy lùi, một lực lượng liên quân của Đồng Minh-Xô Viết đã giành được một chỗ đứng ở Tokyo.
Thay thế Tổng thống Mỹ Ackerman với một robot do thám, Nhật hoàng biết được việc Zelinsky đào ngũ và làm thế nào ông đã giúp Cherdenko thay đổi lịch sử thông qua du lịch thời gian. Điều này tàn phá Nhật hoàng, vì không có Thiên mệnh nếu lịch sử có thể được thay đổi. Ông trao quyền của Mạc phủ (nhà lãnh đạo quân sự của Empire) cho con trai của mình. Theo mệnh lệnh của Tatsu, lực lượng đổ bộ của Xô Viết-Đồng Minh vào Tokyo bị đẩy lùi, và một cuộc tấn công quy mô đầy đủ vào điện Kremlin với cái chết của Thủ tướng Cherdenko và Tướng Krukov-mặc cho một nỗ lực vào phút cuối cùng của Cherdenko để vận hành máy thời gian sau khi Kremlin bị phá hủy. Điều này kết thúc cuộc chiến chống lại Xô Viết với việc Liên Xô (và các đồng minh của họ) đầu hàng Empire. Sự thành công này tiếp tục cho phép Yoshiro vượt qua mặc cảm tội lỗi của mình và mở ra ý tưởng của ông rằng lý tưởng của Tatsu sẽ giúp Empire có thể tạo ra vận mệnh của chính mình.
Trong nhiệm vụ cuối cùng, người chơi được lệnh mở một cuộc tấn công chống lại lực lượng Đồng Minh còn sót lại ở Amsterdam là nơi họ làm chỗ đứng cuối cùng của họ để bảo vệ trụ sở chính của Đồng Minh cũng như trụ sở chính của FutureTech-công ty chịu trách nhiệm của những tiến bộ công nghệ của Đồng Minh. Cuộc chiến ác liệt từ ngôi nhà này sang ngôi nhà khác dẫn đến kết quả là sự phá hủy cả thành phố và hàng triệu người tử vong. Mặc dù Đồng Minh bị áp đảo về quân số, hầu hết các lực lượng xâm lược của Nhật Bản đều bị tiêu diệt. Mặc cho Tiến sĩ Zelinsky đến với quân tiếp viện của Xô Viết và triển khai một nguyên mẫu vũ khí của FutureTech có khả năng phá hủy tất cả mọi thứ trong thành phố, Empire đã thành công trong việc đánh bại Đồng Minh và phá hủy FutureTech và những gì còn lại của Xô Viết, để cho Empire of the Rising Sun tự do thống trị thế giới. Người chơi được tặng danh hiệu "Supreme Shogun". Tình báo viên Suki Toyama, mời người chơi đến một địa điểm trên bờ biển phía bắc của Oahu một thời gian, ngụ ý rằng cô ấy có nhiều cảm xúc lãng mạn cho anh ta.

##### The Uprising
Cả ba chiến dịch giả định rằng phe Đồng minh đã chiến thắng ở cuối Red Alert 3 với Nga Xô Viết đang bãi bỏ lực lượng quân sự và, sau cái chết của Hoàng đế Yoshiro, Thái tử Tatsu đã đầu hàng Đồng Minh, trong khi bí mật âm mưu đưa Empire of the Rising Sun lấy lại toàn bộ sức mạnh. 
Chiến dịch của Xô Viết tập trung vào cuộc kháng chiến của lực lượng Xô Viết còn sót lại đang cố gắng ngăn chặn FutureTech, nhà thầu quốc phòng của Đồng Minh, đang có kế hoạch để tạo ra một siêu vũ khí được gọi là "Sigma Harmonizer" (một thiết bị để dừng thời gian). FutureTech được tiết lộ là có được sự giúp đỡ của Chủ tịch Liên minh châu Âu là Rupert Thornley, người lên kế hoạch để "tạo ra trên thiên đường trên Trái Đất" bằng cách sử dụng thiết bị công nghệ cao.
Chiến dịch Đồng Minh tập trung vào việc đánh bại các lãnh chúa của Empire vẫn còn chống lại lực lượng chiếm đóng của Đồng Minh. Hoàng đế Tatsu có vẻ như bắt đầu hợp tác với Đồng Minh, nhưng lại cho thấy ý định thực sự của mình khi quyền lực quân sự của ông được phục hồi bởi sự sụp đổ của Takara, chỉ huy cuối cùng của đối phương trong chiến dịch Đồng Minh.
Chiến dịch Empire là cuộc chiến chống lại 2 tướng Xô Viết đang cố gắng để chinh phục các bộ phận của Nhật Bản. Đồng Minh cũng góp phần liên quan, nỗ lực (thay vì không hiệu quả) để ngăn chặn cuộc chiến đấu và phục hồi hòa bình. Thái tử Tatsu chúc mừng người chơi ở nhiệm vụ đầu tiên. Lần thứ hai, ông ra lệnh cho người chơi để bảo vệ ngôi mộ của cha ông là Yoshiro, Hoàng đế của Rising Sun trong Red Alert 3. Trong nhiệm vụ cuối cùng, ông đã ra lệnh cho một cuộc phản công chống lại các tướng của Xô Viết.

## Chơi qua Internet
Command & Conquer: Red Alert được chơi rộng rãi trên Internet trong thời gian phổ biến của nó trên nhiều trang web bao gồm Westwood, GameSpy, Ten, Kali, và Heat. Hiện nay trò chơi chỉ còn được chơi trên hai trong những trang web ban đầu. Đầu tiên là Westwood Chat, mà bây giờ được tổ chức bởi XWIS  Thứ hai là Kali, một mạng lưới nhiều giao diện  Cả hai tùy chọn yêu cầu các bản vá lỗi và phiên bản game của riêng họ. 

## Cách chơi
Gameplay của xê-ri dựa trên trò chơi trước của Westwood là Dune II, trong đó người chơi không đóng vai trò của bất kỳ cá nhân nào mà thay vào đó đóng vai trò của một tư lệnh người giám sát các hoạt động quân sự trên chiến trường từ xa thông qua các nữ cố vấn, cho phép người chơi xây dựng căn cứ và triển khai lực lượng.
Căn cứ được xây dựng thông qua một cơ chế tương lai và ít được giải thích, theo đó tòa nhà được xây dựng off-screen và sau đó được triển khai từ xa tại các vị trí mong muốn. Có một ngoại lệ là Construction Yard-trung tâm của các hoạt động cơ bản-chịu trách nhiệm xây dựng các công trình khác. Construction Yard không thể được xây dựng trực tiếp mà thay vào đó phải được triển khai từ một đơn vị được gọi là Mobile Construction Vehicle.
Căn cứ chịu trách nhiệm sản xuất của tất cả các đơn vị quân sự - lính, xe, máy bay. Những nỗ lực này được tài trợ bởi các bãi quặng và đá quý có thể được tinh chế thành tiền cho các bên tương ứng để tài trợ cho nỗ lực chiến tranh của họ. Người chơi do đó phải tạo ra các nhà máy lọc và sử dụng xe thu hoạch để thu thập các nguồn tài nguyên từ các bãi quặng trên bản đồ trong game.
Trong trò chơi thì người chơi có thể lựa chọn giữa hai chiến dịch, mỗi cái tương ứng với một trong hai phe Đồng Minh hoặc Xô Viết. Chiến dịch này bao gồm một chuỗi các nhiệm vụ, với các mục tiêu được chi tiết trong một đoạn phim cắt cảnh diễn ra trước khi nhiệm vụ bắt đầu.